# Desilifizierung
Die Desilifizierung ist ein Schritt im Ablauf der Silikatverwitterung, bei dem durch Hydrolyse und anschließender Reaktion der entstandenen Säure mit Wasser aus Silikatmineralen Orthokieselsäure (H4SiO4) entsteht. Durch diesen Vorgang verliert das Ausgangsmineral einen großen Teil seines Silikatanteils.
Durch die Auswaschung der bei der Desilifizierung entstehenden wasserlöslichen Orthokieselsäure verarmt der mineralische Oberboden (A-Horizont) an Silikaten. Eine Anreicherung der Kieselsäure im mineralischen Unterboden (B-Horizont) durch die Reaktion der Orthokieselsäure mit Wasser ist bei geeigneten Bedingungen möglich. Die bei der Reaktion entstehende Kieselsäure ist sehr stabil, und unter Umständen bilden sich dabei durch Verkieselung silikatische Krusten (Silcrete).
Die Desilifizierung begünstigt einen Bodenbildungsprozess, bei dem Silikate aus dem Oberboden ausgewaschen werden. Dieser Vorgang ist überwiegend in tropischen Klimazonen zu beobachten. Das feuchte Tropenklima begünstigt die Desilifizierung, weil dort die Löslichkeit des Siliziumdioxids größer ist als in kühlen und gemäßigten Klimabedingungen. Auch die Löslichkeit von amorphem Siliciumdioxid steigt mit der Temperatur linear an, sodass Lösung und Transport von Siliziumdioxid im Bodenwasser begünstigt werden. 
Die Auswaschung erzeugt nur dann reine Auswaschungs-Böden, wenn diese über lange Zeiträume unberührt bleiben, da jeder Eingriff immer wieder eine Vermischung im Oberboden erzeugt, die der Auswaschung entgegenwirkt.